# Unisphere
L'Unisphere est une représentation sphérique en acier inoxydable de la Terre, située dans le parc de Flushing Meadows-Corona Park, dans l'arrondissement de Queens à New York. L'Unisphere, d'une hauteur équivalente à celle de douze étages fut construite à l'occasion de la Foire internationale de New York 1964-1965, dont le thème global était la « paix au travers de la compréhension » (Peace Through Understanding), comme une représentation de l'indépendance de la planète, et elle fut dédiée à la « réussite de l'homme sur une planète qui rétrécit et un univers qui s'élargit » (Man's Achievements on a Shrinking Globe in an Expanding Universe). L'Unisphere est aujourd'hui le symbole non officiel de l'arrondissement de Queens.

## Description
Le dessin de l'Unisphere est l'œuvre du paysagiste Gilmore D. Clarke, et c'est l'entreprise américaine U.S. Steel qui en a fait le don, après sa réalisation par l'American Bridge Division. L'Unisphere constitue la plus grande structure sphérique au monde, avec une hauteur de 42,7 mètres (140 pieds) et un poids de 317,5 tonnes, même si certaines sources font mention de 408 tonnes, en incluant la base. Le diamètre de la sphère elle-même est de 36,6 mètres (120 pieds), et l'acier inoxydable qui la compose est de type 304L.
L'Unisphere a été construite sur le même emplacement que la Perisphere, structure centrale de la Foire internationale de New York 1939-1940, au centre d'un bassin circulaire entouré par une série de jets d'eau destinés à occulter son support en forme de triangle renversé. L'objectif est ainsi de donner l'illusion que l'Unisphere flotte dans l'espace. Durant la nuit pendant la foire, un jeu de lumière sur la structure donnait l'impression que le soleil rayonnait sur la surface du globe. En plus de cela, les différentes capitales mondiales étaient balisées par de petites lumières contenant quatre ampoules chacune, et, détail intéressant ; si l'une des ampoules venait à griller, une autre venait prendre sa place afin que les techniciens ne soient pas obligés de la remplacer pendant les deux années d'ouverture de la foire. Malheureusement, aucun de ces dispositifs lumineux ne fonctionne aujourd'hui.

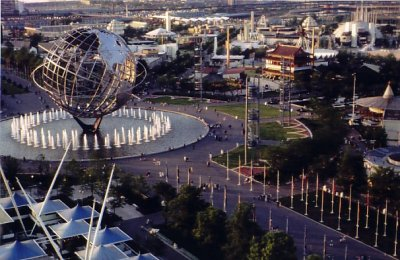
L'Unisphere lors de la Foire internationale de New York 1964-1965.

Autour de l'Unisphere, trois anneaux orbitaux en acier inoxydable retracent les parcours de Youri Gagarine, le premier homme dans l'espace, John Glenn, premier américain à faire le tour de la Terre, et de Telstar 1, le premier satellite de communications. À l'époque de la construction de la structure, la NASA connaissait son apogée, et ces trois orbites sont les symboles de la réussite précoce des américains, seulement cinq ans avant que Neil Armstrong ne pose le pied sur la Lune.
En 1989, le New York City Department of Parks and Recreation a annoncé un projet de rénovation engageant plusieurs millions de dollars du Flushing Meadows-Corona Park. Parmi les projets figurait une rénovation de l'Unisphere, incluant plusieurs réparations de la structure, ainsi que le retrait de plusieurs taches accumulées sur l'acier depuis près de trente ans. Les travaux commencèrent en 1993, et s'achevèrent le 31 mai 1994. Les fontaines, qui avaient été fermées à la fin des années 1970 furent elles aussi rénovées, et un nouveau système de projecteurs fut mis en place. Le 10 mai 1995, l'Unisphere a acquis le statut d'official landmark par la New York City Landmarks Preservation Commission, constituant en cela l'unique monument protégé du complexe formé par Flushing Meadows-Corona Park.

## Dans la culture populaire

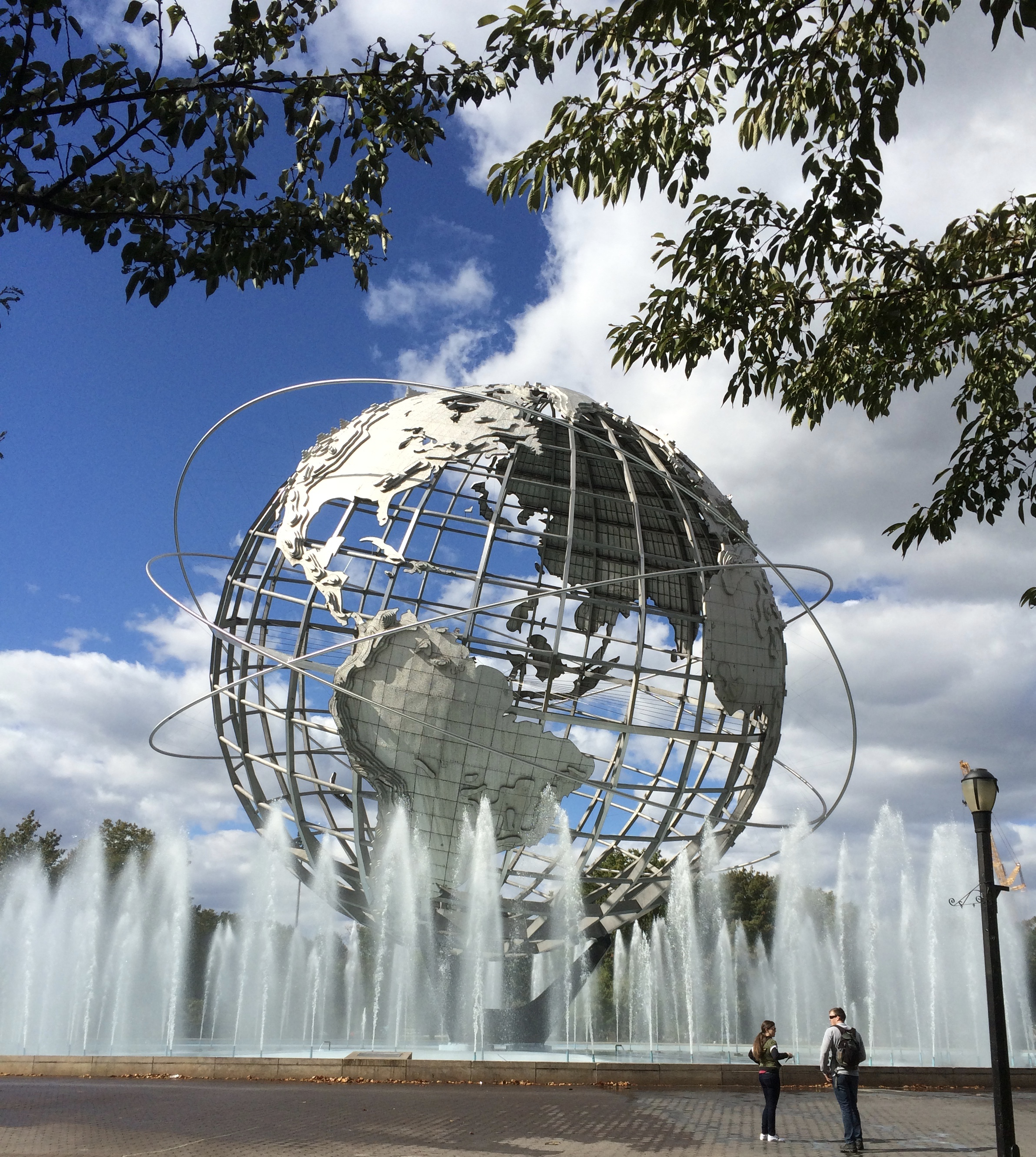
L'Unisphere, datant de la Foire internationale de New York 1964-1965, et symbole de la Terre à l'heure de la conquête de l'espace.

- La structure est présente dans le film Le Musée des Merveilles.
- Dans une séquence du film Men In Black, l'Unisphère est pulvérisée par une soucoupe volante.
- La structure apparait dans les jeux vidéos Grand Theft Auto IV et Grand Theft Auto: Chinatown Wars sous le nom de Monoglobe.
- La Stark Expo dans Iron Man 2 reprend le site de l'exposition universelle, et de nombreuses scènes du film se passent dans et autour de l'Unisphère. Elle apparaît également dans le film Captain America : First Avenger.
- On peut découvrir l'Unisphere au début du film À la poursuite de demain qui se déroule lors de l'expo universelle pour laquelle elle a été construite.